# Änglar och demoner (film)
Änglar och demoner (engelska Angels & Demons) är en amerikansk thrillerfilm från 2009 i regi av Ron Howard med Tom Hanks i huvudrollen. Filmen, som är baserad på Dan Browns roman med samma namn, skrevs av Dan Brown och Akiva Goldsman och hade Sverigepremiär den 13 maj 2009.

## Handling
Robert Langdon, Amerikas mest respekterade symbologist, använder sin enorma kunskap för att avkoda en symbol på ett mordoffers hud. Dessa ledtrådar sätter honom på spåret av en internationell konspiration som involverar hela den katolska kyrkan.

## Rollista (urval)
- Tom Hanks - Robert Langdon, en amerikansk professor inom symbolik
- Ayelet Zurer - Vittoria Vetra, en framstående forskare inom CERN som bistår Robert
- Ewan McGregor -  Camerlengo Patrick McKenna (Carlo Ventresca i romanen)
- Stellan Skarsgård - Maximilian Richter, chefen för Schweizergardet
- Pierfrancesco Favino - Ernesto Olivetti, inspektör inom Vatikanstatens gendarmeri
- Armin Mueller-Stahl - kardinal Strauss, dekanus inom kardinalkollegiet och den påvliga konklaven. (Mortati i romanen)
- Nikolaj Lie Kaas - Mördaren (Mr Grey)
- David Pasquesi - Claudio Vincenzi, en vatikansk polis som kallade på Robert Langdon att komma till Rom
- Thure Lindhardt - Löjtnant Chartrand, officer inom Schweizergardet
- Elya Baskin - kardinal Petrov, en medlem av den påvliga konklaven
- Endre Hules - en forskare inom CERN
- Pasquale Cassalia - reporter för RAI
- Auguste Fredrik - en Schweizergardist

## Skillnader mellan filmen och romanen
Filmen stämmer inte överens med boken, och delarna med CERN och Langdons besök i Schweiz är inte inskrivet, det är istället Vatikanstaten själva som kontaktar Robert Langdon och ber om hjälp. Ändringar på rollfigurerna är bl.a. att Rocher och Kohler är ihopsatta till Richter och att namnet Carlo Ventresca har ändrats till Patrick McKenna. Slutet skiljer sig från boken på många punkter.